# Walhain
Walhain (wa. Walin) – miejscowość i gmina (commune) w środkowej Belgii, w Regionie Walońskim, w prowincji Brabancja Walońska, w okręgu Nivelles. 1 stycznia 2024 r. liczyła 7607 mieszkańców.

## Podział administracyjny
W skład gminy wchodzą trzy dzielnice (section):
- Nil-Saint-Vincent-Saint-Martin
- Tourinnes-Saint-Lambert
- Walhain-Saint-Paul

## Współpraca
Miejscowości partnerskie:
- Cintré, Francja
- Lerrain, Francja
- Trentels, Francja